# Mališan (P-901)
Mališan (Pennant number : P-901) est un sous-marin de poche de Classe CB  en service dans la Marine militaire yougoslave.

## Historique
Ce sous-marin a été conçu en 1943 sous le nom de CB-20 pour la Regia Marina et construit par le chantier naval italien Caproni S.p.A.. À la suite de l'armistice de Cassibile en septembre 1943, le bateau inachevé est capturé par l'armée allemande qui le remet à la marine de la République sociale italienne. Puis il est capturé par les partisans yougoslaves à Pula en 1945 et mis en service dans le JRM peu après la guerre.
Le bateau a été mis hors service dans les années 1950 après une brève durée de vie. En 1959, il a été remis au Musée technique de Zagreb (Technical Museum, Zagreb (en)), où il est exposé depuis. À partir de 2008, Mališan a subi une restauration de son intérieur et de son extérieur qui comprenait le retour de son schéma de peinture italien d'origine et de sa désignation.

## Conception et construction
La profondeur maximale de plongée était de 55 mètres. L'effectif du bateau, en temps de guerre, était composé de quatre membres d'équipage, un officier et trois marins, tandis qu'en temps de paix, le bateau pouvait être exploité par un équipage de deux personnes seulement. L'armement était composé de deux tubes lance-torpilles externes de 450 mm situé sur les côtés de la coque.
Sa propulsion est composée d'un moteur diesel Isotta Fraschini D 80 de 88 cv et d'un moteur électrique Magneti Marelli de 60 ch, monté sur un arbre unique. La vitesse maximale était de 14 km/h en surface et de 11 km/h sous l'eau. À une vitesse de surface de 9 km/h, le bateau avait un rayon d'action de 1 900–2 600 km, le chiffre exact variant entre les sources. En immersion à une vitesse de 6 km/h, le bateau avait un rayon d'action de 90 à 110 km.

## Historique du service
Après que le royaume d'Italie se soit rendu aux Alliés le 3 septembre 1943, le CB-20 inachevé a été capturé par les forces allemandes et achevé en mars 1944. Le bateau a ensuite été remis à la République sociale italienne où il a servi avec le Dixième flottille effectuant de la reconnaissance militaire, des sabotages et des débarquements.  Entre septembre et octobre 1944, CB-20 a été déplacé vers son nouveau port d'attache à Pula, où il a été capturé par les partisans le 3 mai 1945. Renommé Mališan (P-901), le bateau a été révisé au chantier naval d'Uljanik et mis en service en 1948. La marine yougoslave l'a utilisé pour former de nouveaux sous-mariniers ainsi que pour évaluer le concept de sous-marins de poche pour une utilisation future, qui s'est finalement matérialisée sous la forme de l'Una-class submarine (en) trois décennies plus tard.

## Navire musée
Après sa mise hors service, entre 1950-57, le bateau a été donné au Musée technique de Zagreb en 1959, où il est resté depuis. C'est le seul bateau préservé connu de sa catégorie. En 2007, le musée a décidé de restaurer le bateau, qui commençait à montrer des signes de détérioration. Les travaux ont débuté en 2008 et se sont concentrés sur la restauration de l'intérieur en démontant toutes les pièces amovibles de la section de commande et de la salle des machines. Les pièces retirées ont été conservées et restaurées avec une documentation détaillée sur leur état avant et après restauration. Une grue personnalisée a dû être construite et montée afin d'extraire le compresseur, le moteur électrique et d'autres équipements pesant plus de 100 kilogrammes.
Les travaux extérieurs ont débuté en 2009 : la section de queue avec l'hélice et les tubes lance-torpilles ont été démontés et restaurés. Le bateau lui-même a été surélevé de 80 cm et placé sur de nouveaux porteurs pour le rendre plus accessible aux visiteurs de la galerie du musée. Les travaux à l'extérieur comprenaient également la restauration de la peinture et du nom italiens d'origine du bateau par rapport à son service yougoslave ultérieur.Le bateau entièrement restauré a été rouvert au public début avril 2010.